# Lancha colectiva
Una lancha colectiva es una embarcación de pasajeros de cercanías utilizados para prestar servicios de transporte público, por lo general, pero no siempre en un entorno urbano. Servicios pueden ser programadas con múltiples paradas, funcionando de manera similar a un autobús (colectivo), o en demanda hacia muchos lugares, funcionando de manera similar a un taxi. Un servicio de barcos yendo y viniendo entre dos puntos normalmente se describe como un transbordador (ferry) en lugar de una lancha colectiva.
El término taxi acuático se limita generalmente a una operación en lancha por la demanda, y lancha colectiva cuando funcionan como un autobús es en un horario fijo. En América del Norte y en partes de Europa el uso de los términos son más o menos sinónimas.
Son también comunes en el oriente de Venezuela, donde reciben el nombre popular de tapaítos. Prestan servicio entre las localidades de Cumaná y Manicuare en el estado Sucre, así como también entre Chacopata en dicho estado y la Isla de Margarita.

## Localidades
Localidades con servicios de lanchas colectivas:

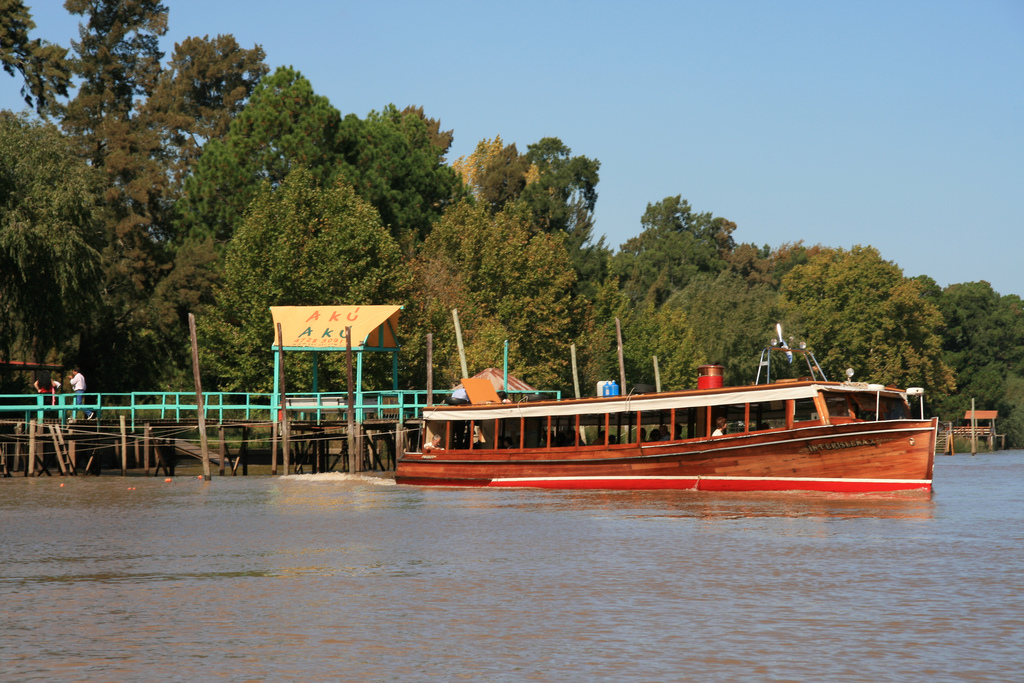
Tigre
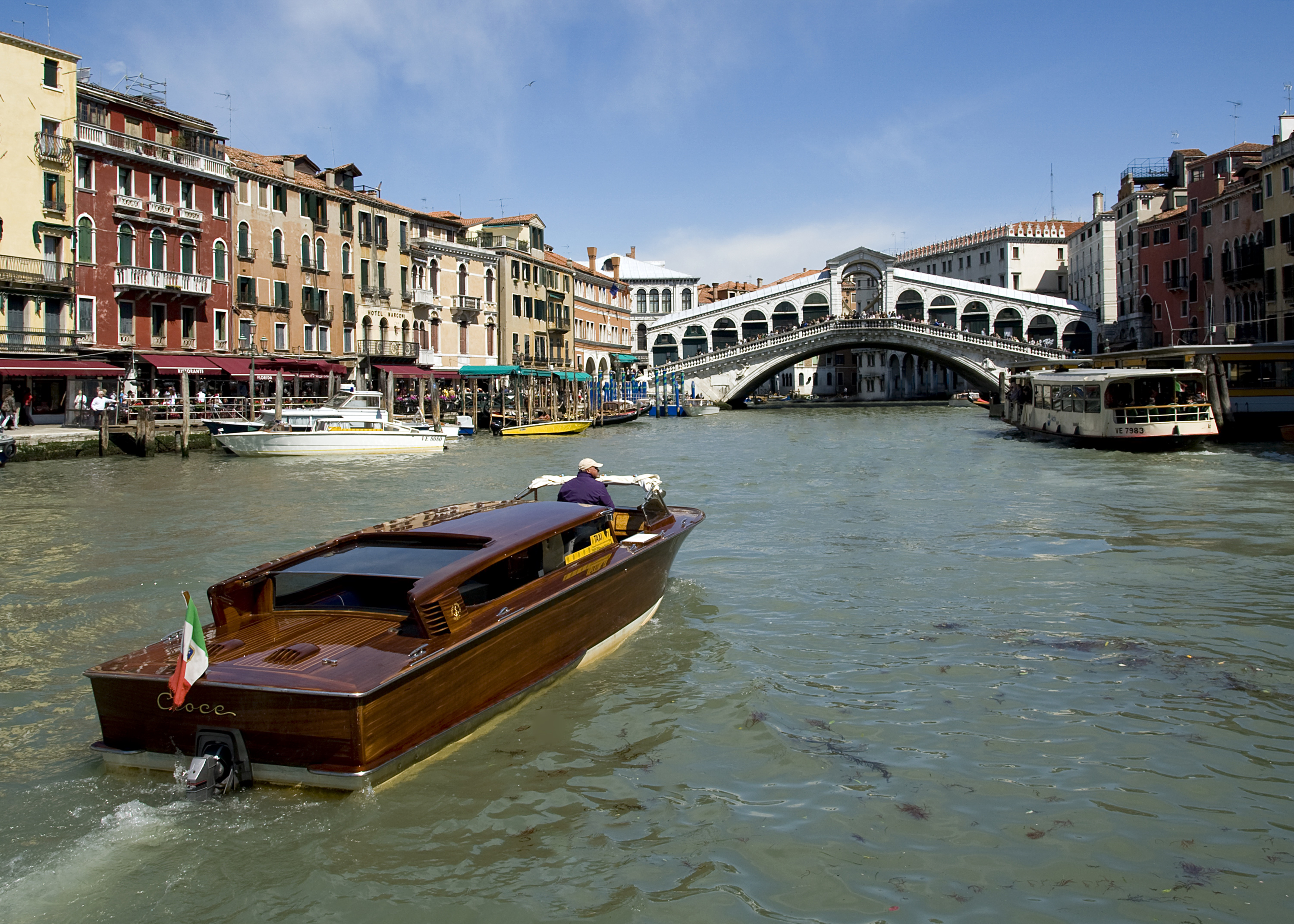
Venecia
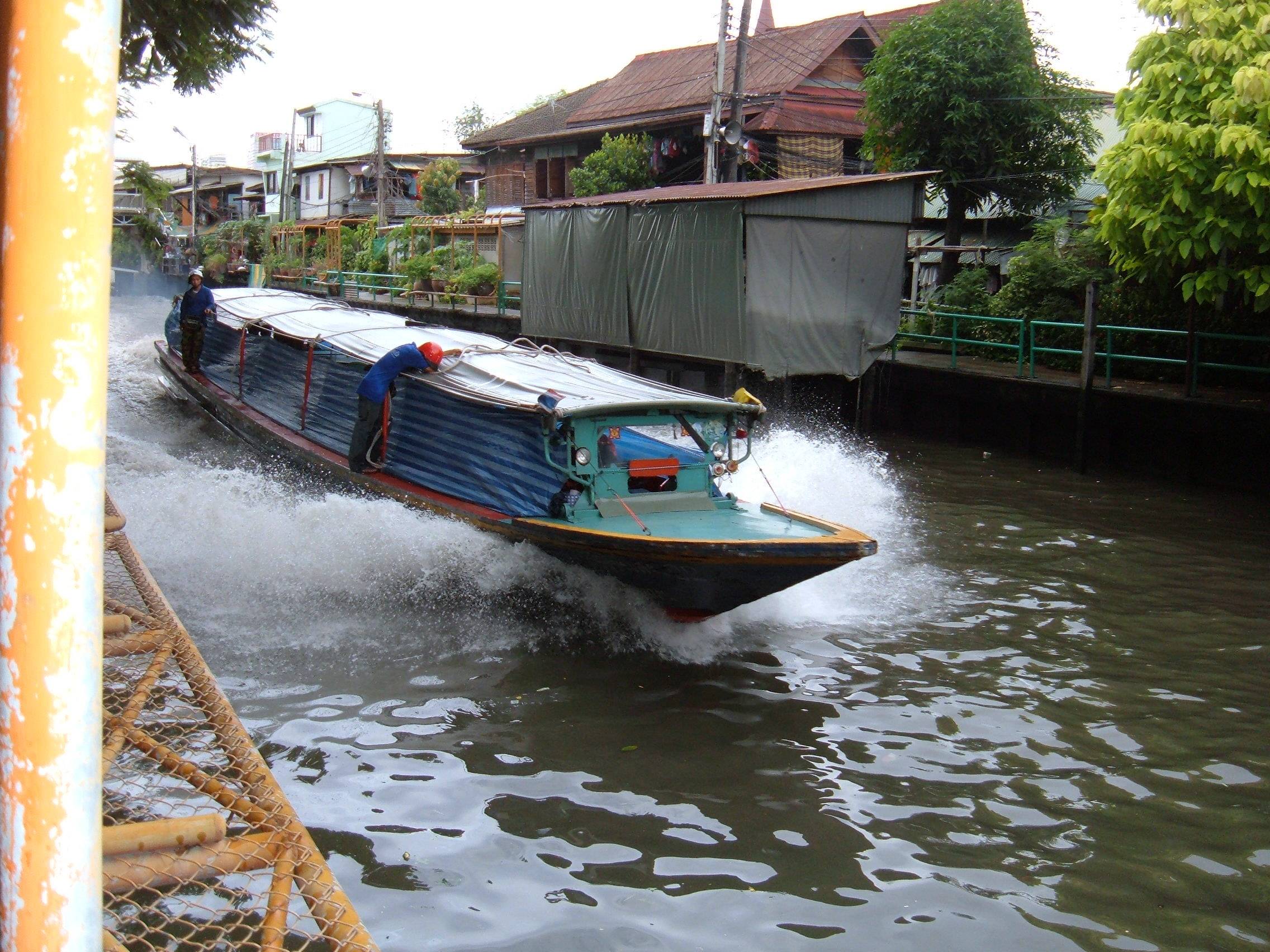
Bangkok
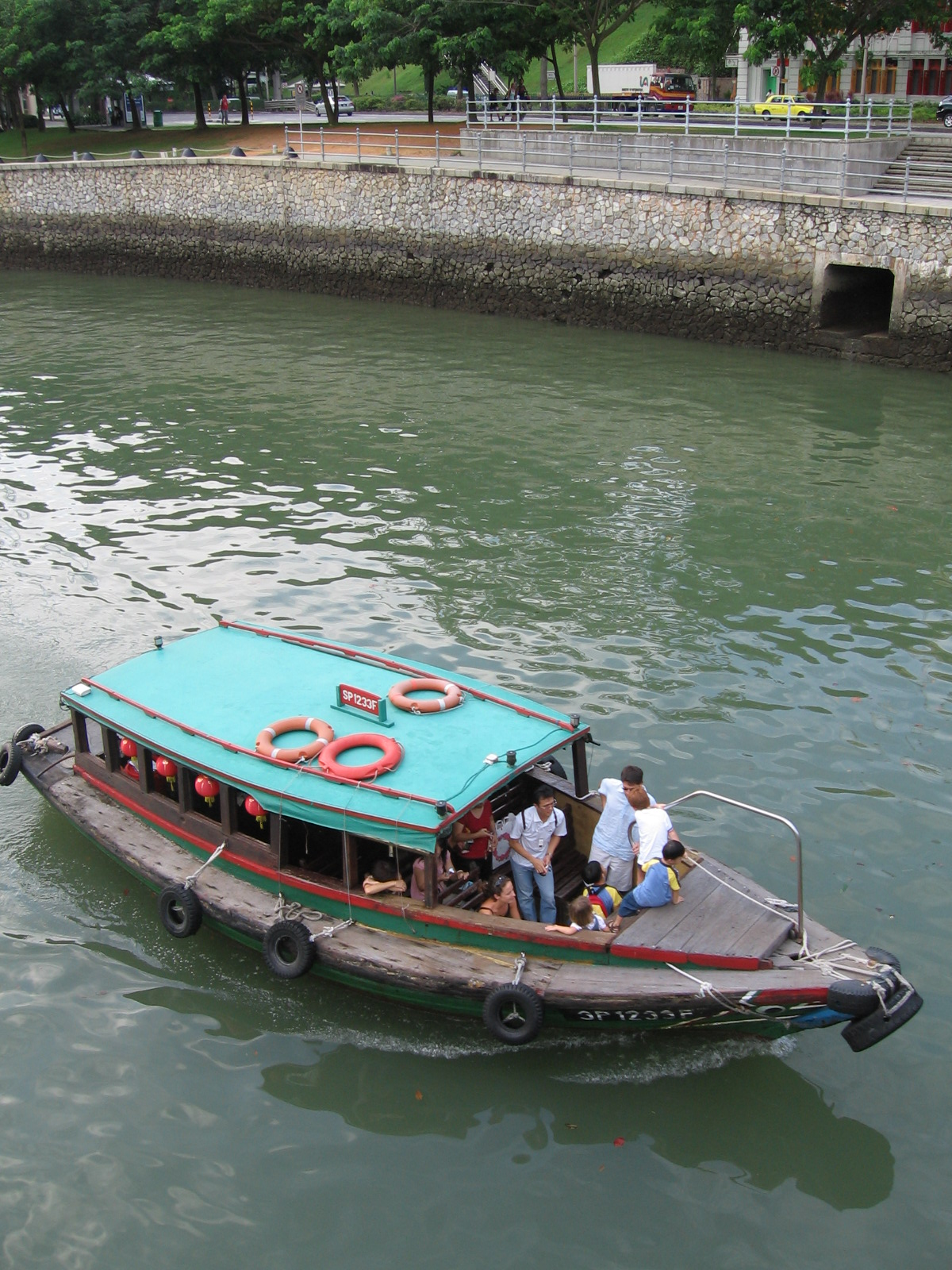
Singapur
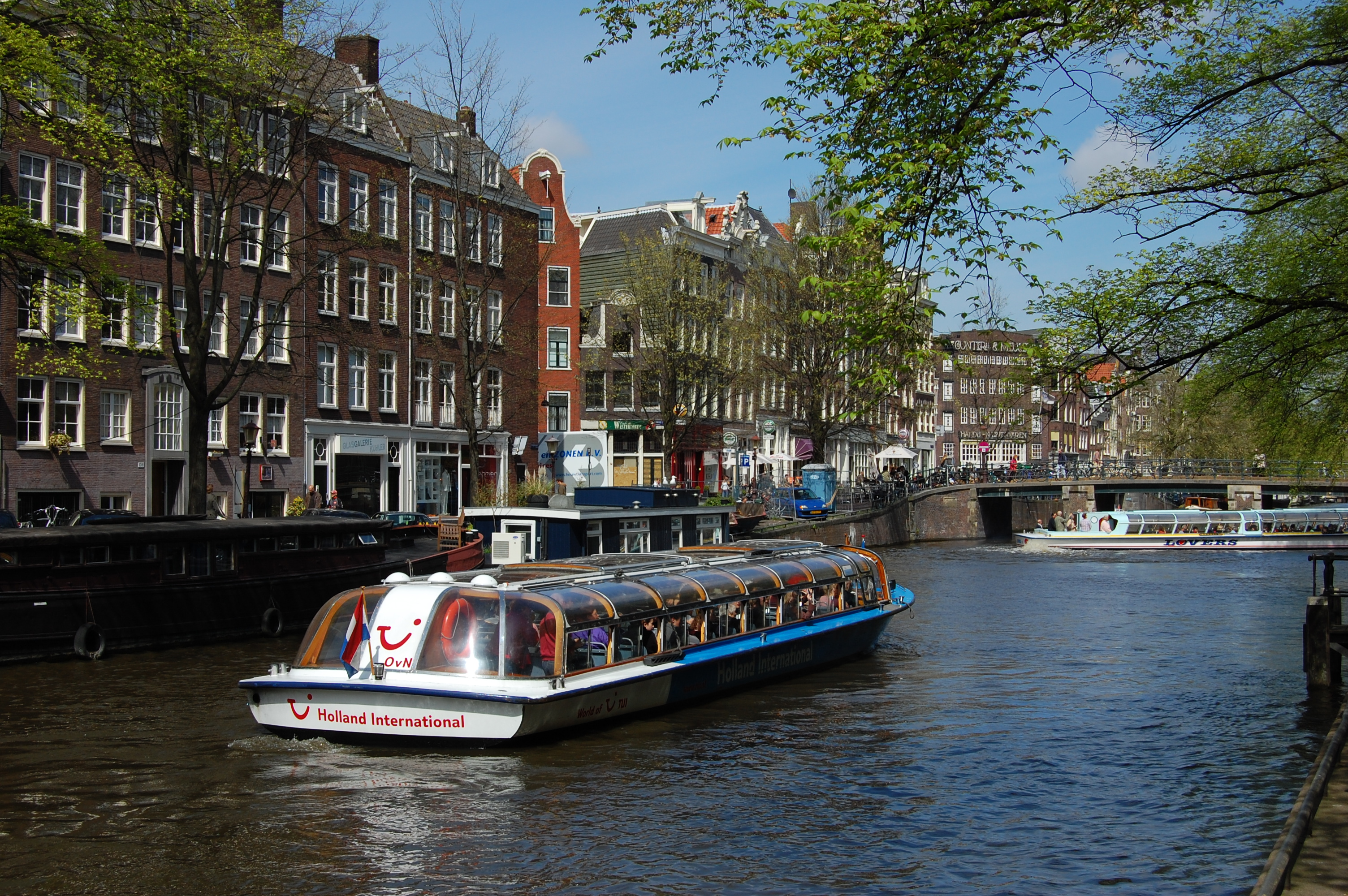
Ámsterdam
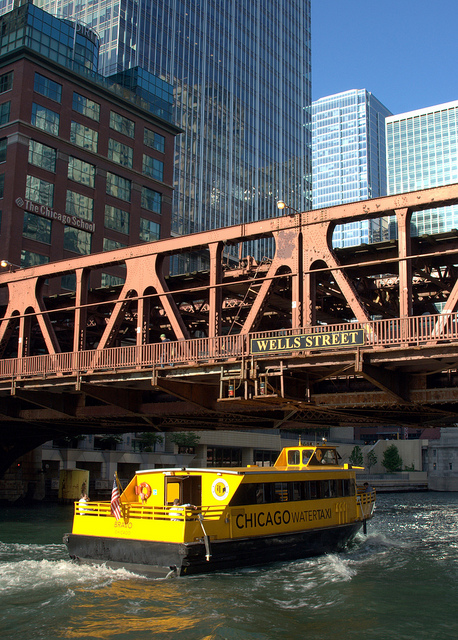
Chicago